# Svetlana Fedotkina
Svetlana Alexándrovna Fedotkina –en ruso, Светлана Александровна Федоткина– (Krasnoyarsk, URSS, 22 de julio de 1967) es una deportista rusa que compitió en patinaje de velocidad sobre hielo. Participó en los Juegos Olímpicos de Lillehammer 1994, obteniendo una medalla de plata en la prueba de 1500 m.

## Palmarés internacional
| Juegos Olímpicos | Juegos Olímpicos      | Juegos Olímpicos | Juegos Olímpicos |
| Año              | Lugar                 | Medalla          | Prueba           |
| ---------------- | --------------------- | ---------------- | ---------------- |
| 1994             | Lillehammer (Noruega) | Medalla de plata | 1500 m           |